# AIESEC
AIESEC (in origine, acronimo per Association Internationale des Etudiants en Sciences Economiques et Commerciales) è un'associazione studentesca, senza scopo di lucro, indipendente, apartitica, apolitica. AIESEC, con la sua presenza in 126 paesi del mondo, è la più grande associazione studentesca al mondo, un network con più di 100.000 studenti provenienti da più di 2400 università.

## Storia
Tutto inizia dopo la seconda guerra mondiale, quando un ragazzo francese si trovò a dare un passaggio ad un autostoppista tedesco. In questa occasione, i due si resero conto che tutto l'odio esistente fino ad allora tra i due paesi era immotivato e che sarebbe bastato "far conoscere il diverso" ad ognuno per evitare un'ulteriore guerra in futuro. Fu così che i due con degli amici nel 1948 si organizzarono, invitando alcuni studenti provenienti da 6 nazioni ad incontrarsi a Liegi, in Belgio, con l'intenzione di promuovere una nuova forma di cooperazione internazionale. In quell'occasione fondarono l'Association Internationale des Etudiants en Sciences Economiques (AIESE). Scopo dell'associazione era ristabilire, tra gli studenti di tutto il mondo, quei rapporti al tempo logorati dalla guerra.
Jaroslav Zich, studente della Repubblica Ceca, fu eletto primo presidente. Il quartier generale dell'associazione era situato nella città di Praga, nella vecchia Cecoslovacchia; una volta che i comunisti presero il potere, emerse la necessità di cambiare sede per rimanere politicamente neutrali tra i due blocchi contrapposti. Venne dunque scelta Bruxelles in Belgio e più tardi, verso la fine degli anni Novanta, Rotterdam, nei Paesi Bassi. Ad oggi il quartier generale si trova a Montreal nello stato del Canada.
Nel 1949 si tenne un secondo congresso a Stoccolma. Vi parteciparono rappresentanti di sette nazioni: Belgio, Danimarca, Finlandia, Francia, Paesi Bassi, Norvegia e Svezia. I rappresentanti firmarono l'atto costitutivo dell'associazione. Il nome fu leggermente modificato in Association Internationale des Etudiants en Sciences Economiques et Commerciales (AIESEC).
Oggi del nome è rimasto solo l'acronimo AIESEC, in quanto molti degli studenti membri non provengono più da facoltà di Economia e Commercio.

## Finalità
AIESEC vuole contribuire allo sviluppo dei paesi in cui opera con un impegno supremo per la cooperazione e la comprensione internazionale. Il programma cardine attraverso cui si sviluppano gli scopi dell'associazione sono gli scambi internazionali (eXchanges) che danno la possibilità agli studenti di vivere all'estero, lavorando in aziende ed organizzazioni che collaborano con l'associazione.
Ai membri, l'associazione offre un percorso strutturato di apprendimento attraverso cui ognuno può acquisire abilità quali teamwork, time management, sviluppo della leadership, organizzazione di eventi, gestione contabile.
AIESEC inoltre, con la sua attenzione alle tematiche di rilevanza locale e globale (come la responsabilità sociale d'impresa, l'imprenditorialità, la sostenibilità), vuole collegare il mondo degli studenti alla realtà aziendale e alla comunità. Nel 2016, ad esempio numerose iniziative sono portate avanti sul tema dell'imprenditorialità e dei mercati emergenti.

## Organizzazione
AIESEC è organizzata secondo una struttura a tre livelli.
- Quartier generale (AIESEC International, AI), con sede a Montreal (Canada).
  - Comitato nazionale (Member Committee, MC), in ognuna delle nazioni in cui AIESEC è presente.
    - Comitato locale (Local Committee, LC), che si appoggia per le sue attività ad un'università.